# Трећи руско-персијски рат
Руско-персијски рат вођен у периоду 1804–1813. је био трећи по реду рат између Персијског царства и Царске русије. Отпочео је као и многи ратови територијалним спором. Персијски цар Фетех Али Шах Каџар је желео да консолидује најсеверније границе Ирана, иначе место постојбине његове Каџарске династије, осигуравањем територија у близини југозападне обале Каспијског мора (данашњи Азербејџан) и Транскаваказа (данашња Грузија и Јерменија). Као и његов персијски супарник, и руски цар Александар I био је такође одскора на трону, и једнако решен да успостави контролу на оспореним територијам. Рат је завршен Гулистанским мировним уговором, којим је Персија уступила велики део раније оспорених територија и предала их Русији.

## Узроци
Узроци за настанак овог руско-персијског рата, вукли су своје корене још од времена када је руски цар Павле Први одлучио да анектира Грузију (децембра 1800. године), а касније после Павловог убиства, активистичка политика коју је спроводио његов наследник, Александар I, имала је за циљ успостављање руске контроле над каганатима, у деловима Источног Кавказа. Године 1803, новоизабрани командант руских снага на Кавказу Павел Димитријевич Цицианов, напао је Генџе и заузео њено утврђење 15. јануара 1804. године. Заповедник града и области Џавад-хан Каџар је убијен, а велики број становника је побијен и посечен у акцији преузимања града. Владар Каџарске Персије Фетех Али Шах, видео је Русију као претњу по свој утицај у Јерменији, Карбахану, као и Азербејџану, али не само као извор нестабилности на његовим северозападним-границама, већ и као директно искушавање каџарског ауторитета на тим просторима.

## Неједнакост снага
Руси нису били у могућности да обезбеде, већи део својих трупа на кавказком подручју, јер је Александрова пажња ка Персији и Кавказу била стално ометана пратећим ратовима са Француском, Отоманским царством и Великом Британијом. Због тога, Руси су били приморани да се ослањају на супериорнију ратну технику, увежбаност, и добру стратегију, у сусрету са огромном армијом Персијанаца, тј. због велике неуједначености трупа на бојишту. Неке модерне процене ставиле су персијску бројчану предност у однос 5:1 у односу на Русе. Наследник Шаха Фетеха Алија Абас Мирза, покушао је да модернизује персијску војску, тражећи помоћ француских војних стручњака кроз Франко-персијско савезништво, а затим и од британских стручњака, у намери постизања свог циља, али ово је само привремено одложило неизбежан и коначан персијски пораз.

## Избијање рата
Ова слика је некада украшавала Абас Мирзину палату. Приказујући на овом огромном платну три руске пешадијске регименте током бици у близини Султан бада, која се одиграла 13. фебруара 1812. год. Персијски војници били су тад по први пут опремљене у европском стилу. Руски заповедници Иван Гудович и Павел Цицианов убрзали су избијање рата када су напали персијски град Ечмијаџин,(данашњи Вагаршапат у источној Јерменији), значајан по томе што је сматран најсветијим градом целе Јерменије. Гудович, је са неуспехом окончао опсаду Ечмијаџина због тога што се суочио са значајним недостатком трупа, па се морао повући до Јеревана, где је подигао још једну опсаду која је завршила неуспехом. Упркос овим неуспешним акцијама у време свог похода, Руси су током већег дела рата успевали задржати предност, захваљујући надмоћнијим трупама и паметној стратегији, међутим Руска немогућност да обезбеде нешто више од 10,000 људи омогућила је Персијанцима да отпочну равноправнији и чврши отпор, јер су у почетку персијску војску сачињавале слабије обучене јединице, понекад састављене од нередовне војске.

## Свети рат и Персијски пораз
У каснијем делу рата Персијанци су почели смањивати своје ратне напоре, верујући да ће објавом светог рата Царској Русији 1810. год, побољшати своје ратне шансе, међутим, овај потез им није успело обезбедити значајније предности. Руска супериорнија технологија и тактика осигурале су серију стратешких важних победа за Русију. Персијанцима није помогло ни то што је Наполеон био савезник персијског цара Абас Мирзе, јер им није могао обезбедити директну помоћ због своје сопствене инвазије коју је покренуо на Русију. Чак и када су Французи отпочели заузимање руског град Москве (који ће у совјетско доба опет постати престоница), руске снаге са јужног бојишта нису опозване већ су наставиле своју офанзиву још жешће ка Персији, која је доживела врхунац победом Петра Котљаревског у бици код Аскандузе (упркос тајној енглеској помоћ Персији), као победом код града Лекоран, што је након неуспеха у бици код Султанбада 1812. и 1813, озбиљније утицало на крајњи исход рата. По персијској предаји, по условима Гулистанског мировног уговора, Персија је морала да уступи већину претходно оспораваних територија, Царској Русији.

## Рат
После заузимања Гање, Цицианов је покренуо марш на Јереван, али је наишао на војску под вођством Абас Мирзе у близини Ечмијаџина. Цицианов је са мањим бројем војника, али бројнијом артиљеријом, успео је да победи Абас Мирзу 7. јуна, али није успео да заузме Јереван. Између 1805. и 1806, Руси су принудили кана од Ширавана (кавкаске области) да им преда освојене каганате: Карбанах, Шеикински каганат, Баку и Кубинско-Дербански каганат, уз то имали су амбицију да анектирају Којлу као и Табриз. Након неуспешне Руске опсаде Јеревана и неуспешног покушаја напада на Гилан, Цицанов је био убијен 1806. године, док је покушавао да преговара са заповедником града Баку Хусејном Кили Каном. Русија је тако стекла контролу над свим спорним областима северно од реке Куре, као и некима од њих између реке Куре и реке Аракса, што је представљало ситуацију која се неће значајније променити до краја рата, јер је постојало доста потешкоћа за даље ширење. Ситуација за Русе се даље компликовала избијањем рата са Отоманским царством (1806—1812). Цицианова је на његовом положају наследиио Иван Гудович, који је безуспешно тражио потписивање мировни споразума, али је затим наставио руску офанзиву 1808. године, привремено окупирајући Ечмијаџин, Нахичевански каганат и подижући опсаду над Јереваном, али још увек му није није плолазило за руком да заузме тај град. Под вођством способног Персијског гувернера Хусејина Кили Каџар-кана, Јереван је успевао остаи бедем персијске одбране све до краја рата. Кџарски владари Персије, су након саветовања, фатвом прогласили овај сукоб за свети рат, затим су примили значајну војну помоћ од Велике Британије, а након тога покренули су офанзиву 1810. године, нападајући Карбанах однели су победу у бици код Султанабада на реци Аракс 13. фебруара 1812. године, и повратили град Телеш и његову околину 1812. године.
Иако је овај руско-персијски рат био у много чему наставак борбе за превласт на Транскавказу, који је датирао још од времена Петра Великог и Надир Шаха, он се разликовао од других руско–персијских сукоба у томе што се ток рата одвијао већином под утицајем и дипломатским маневрисањем западноевропских сила за време Наполеонске ере, као и развој ситуације на бојном пољу. Након руског покоравања многих каганата, Фетех Али, финансијски ослабљен без довољно новца и врло узнемирен у потрази са савезником, упутио је захтев Британији за подршку почетком децембра 1804. године. Међутим 1805. године, Русија и Британија ступиле су у савезништво у оквиру Треће коалиције усмерене против Француске, што је значило да Британија више није била у позицији да одржава своју „персијску везу“ на руски рачун и сматрала је да је неопходно избећи поновне захтеве шаха за помоћ. Као британски амбасадор у Отоманском царству, Чарлс Артбухнот забележио је августа 1806. следеће:
'Да бисмо успели умолити цара (Русије) морали смо искључити све наше утицаје у Персији!'
Ово је отворило врата Француској да употреби Персију против руских и британских интереса. Надајући се да ће на тај начин створити трочлани савез Француског, Османског царства и Персије, самим тим Наполеон је слао неколико различитих изасланика у Персију, нарочито Пјера Жобера и Клаудија Матеја де Гардана, чији су дипломатски напори досегли врхунац потписивањем Финкенштејнског договора. Који је потписан 4. маја 1807. године, по коме је Француска признала Персији право на Грузију и обећала јој помоћ у обуци и опремању војске. Међутим, само два месеца касније, Наполеон и Александар I постигли су примирје и прихватили потписивање Тилзитског мира (7. јула 1807), који је практично учинио Француске обавезе према Персији неодрживим. Иако је француска мисија наставила да пружа одређену војну помоћ, и наставила посредује у договору Персије са Русијом, то није дало резултата. Француски напори су пропали, што је навело Гудовича да настави опсаду Јеревана 1808. године.
На пораст француског утицаја у Персији, гледало се као на припрему за напад ма напад на Британску Индију, што је веома забринуо Британију, поред Француско-руског зближавање оствареним Тилзитским миром, што је поново пружило прилику сада изолованој Британији да обнови своје ангажовање у Персији. Што се и видело у наредним мисијама Џона Малкома (1807–1808. год) и Харфорда Џонса (1809). Према почетном Техеранском споразуму који је начинио Џонс (15. марта 1809. године), Британија је пристала да обучава и опреми 16.0000 војника персијске војске, као и да је помогне давањем новца у износу од £100.000, напомињући да ако би у неком случају Персија била нападнута од стране неких европских сила, да ће она посредовати у том сукобу ако би нека од тих држава хтеле да, уопште задрже мир и са Британском Империјом. Иако је Русија отпочела припремати ситуацију за склапање мира, и сам Џонс надао се да ће његов прелиминарни споразум охрабрити стране за решавање спора, овакав развој догађаја охрабрио је Фетеха Али Шах-а да настави рат. Англо-Персијски односи су се захуктали и отишли даље посетом Абдул Хасан Кана Лондону 1809. године, и његовим повратком у Персију са Гором Оуслијем као амбасадором и опуномоћеним министром 1810. године. Под окриљем Оуслијевог ангажовања, првобитни споразум прерастао у Одбрамбени споразум о пријатељству и 1812, који је само потврдио претходна обећања око војне помоћи, и повећао износ помоћи у ту сврху на £150.000 у злату.
А затим у трећем, уједно и коначном делу рата, Наполеон је покренуо напад на Русију у јуну 1812. године, учинивши Русију и Велику Британију још једанпут савезницима. Енглези су се, као и Французи након Тилзитског мира, обавезали да одржавају одређени положај према њима супротним интересима Русије, кршећи тиме свој договор са Персијом. Па је према енглеском мишљењу у њеном најбољем интересу било, да отпочне посредовање између ове две зараћене стране. Руси су периодично били заинтересовани за проналажење начина, за склапање мировног споразума путем преговора још од (1805—6. године), као и онда 1810. год, када је Алексндар Тормасов, који је заменио Гудовича као заповедника после његове неуспеле опсаде Јеревана, покушао да са Мирзом Бозоргом Гаемагамом, утврди примирје. Али ипак, Руси нису били вољни да направе уступке у циљу окончања рата, а Персијанци су још мање желели да се рат тада заврши, јер им је на први поглед изгледало да стање на терену и није толико лоше. Оусли је међутим, успео схватити неопрезност, трошења британских ресурса усмерених против свог руског савезника, увидевши да се ситуација по Персију све више погоршава откако је Русија растерећена, од ратовања са Наполеоном. Њему су били пријемчивији руски захтеви да делује као посредник, као да и нађе начин да изврши притисак на Каџаре ради коначног разрешења конфликта. Он је предложио измену Одбрамбеног споразума, тако што је само смањио британску војну подршку и мешање у конфликт при том (оставивши два официра, Чарлса Кристија и Линдзија Бетуна, као и неке официре да обављају обуку персијске војске), и запретио да ће обуставити исплату новца коју је обећао каџариама.
У фебруару 1812, Н. Р. Ритишчев је преузео команду над руским снагама и отпочео преговоре са Персијанцима. Оусли као и његов помоћник у преговорима, Џејмс Мориер, наступали су као посредници и поушавали да убеде Ритишчева нудећи му разне предлоге, али их је он све одбио. У августу, Абас Мирза, наставио је непријатељста и успео заробити град Ленкоран на обали јужног Азербејџана. Након вести које су пристигле да је наполеон ушао у Москву, преговори су заустављени (септембра 1812 год). Недуго затим, 31. октобра 1812, док се Ритишчев налазио на путу за Тбилиси, генерал Петар Котљаревски је покренуо изненадни ноћни напад a на персијски логор код Асландуза (Битка код Асландуза), што је резултовало потпуним повлачењем, и масакрирањем војске Абас Мирзе, поред чега је у бици убијен и енглески официр и војни консултант (Кристи). Од једанпут као да је напросто постало јасно, да је Наполеонова офанзива у Русији пропала катастрофално, Руси су охрабрени овим насатавили су још агресивније своју офанзиву на Кавказу. На самом почетку 1813. год, персијско утврђење у Лакарану је пало, а њен гарнизон је уништен, покушавајући да онемогуће Русе да опет заузму Талеш. Иако су Фетех Али Шах и Абас Мирза, желели да се и даље да се боре упркос овом посртању, на крају су морали прихватити Оуслијеве захтеве, који је између осталог уверавао Шаха да ће и Руси морати начинити неке територијалне уступке, или ће британија наставити да даје подршку коју је обећала.

## Последице
У овом рату Царска Русија показала је победоносну снагу руског оружја, и велику издржљивост добивши овај дуги рат, упркос мешању великих сила, чиме је значајно учврстила свој положај на Кавказу, и у области Каспијског језера, при томе стекавши територијална проширења у овом суровом сукобу, као и трајну предност над Персијом.